# 10 mm Auto
Die Patrone 10 mm Auto ist eine leistungsstarke Pistolenpatrone.

## Bezeichnung
Im deutschen Nationalen Waffenregister (NWR) wird die Patrone unter Katalognummer 256 unter folgenden Bezeichnungen geführt (gebräuchliche Bezeichnungen in Fettdruck)
- 10 mm Auto (Hauptbezeichnung)
- 10 mm Auto Bren Ten
- 10 mm Automatic
- 10 × 25,2 mm
- 10 × 25 mm

Weiterhin sind folgende Bezeichnungen, hauptsächlich in den USA, gebräuchlich, die nicht im NWR genannt werden:
- 10 mm Norma
- 10 mm FBI
- 10 mm
- The Centimeter

## Geschichte
An der Entwicklung dieses Kalibers ist der amerikanische Pistolenexperte Colonel Jeff Cooper (Mitbegründer der IPSC-Sport-Bewegung) essentiell beteiligt gewesen. Als die Firma Norma Precision diese Patrone mit Hilfe von Dornaus & Dixon für die Bren-Ten-Pistole (Markteinführung 1983) entwickelte, entschieden sie sich, die Leistung der Patrone zu erhöhen. Die entstandene 10 mm Auto ist eine sehr leistungsfähige Patrone, die eine gute Ballistik mit hoher Stoppwirkung vereint. Die Patrone ist durch die bessere Ballistik, die sich durch eine flachere Flugbahn und größere effektive Reichweite zeigt, zum Beispiel zielgenauer als die 9 × 19 mm.
Nach diversen Experimenten wurde angeblich auf Coopers Betreiben eine Patrone mit Flachkopfgeschoss im Kaliber 10 mm auf den Markt gebracht, die mit ihrer Anfangsgeschwindigkeit von etwa 360 m/s eine Anfangsenergie von circa 840 Joule entwickelte und damit vermeintlich das absolute Maximum bei der Stoppwirkung von Pistolen bringen sollte. Das 10-mm-Auto-Kaliber wäre wohl schnell wieder in Vergessenheit geraten, wenn nicht zunächst Colt mit seiner Colt Delta Elite (1987) eine neue Waffe für diese Patrone herausgebracht und sich 1989 dann die amerikanische Bundespolizei FBI nicht auch noch zur Einführung von S&W Pistolen im Kaliber 10 mm Auto entschlossen hätte.
Aus der 10 mm Auto wurde das Kaliber .40 S&W entwickelt, indem die Hülse gekürzt und schwächer geladen wurde.

## Verwendung
Das Kaliber 10 mm Auto wird für den Einsatz bei der Jagd (in erster Linie für den Fangschuss), zur Verteidigung und im militärischen Einsatz genutzt. Bei diversen Spezial- und Polizeieinheiten in den USA ist das Kaliber üblich. Das FBI, welches dieses Kaliber eingeführt und auch an dessen Entwicklung beteiligt war, nutzt es jedoch nicht mehr als Standardkaliber. Der Grund dafür ist der große Rückstoß, mit dem viele Agenten nicht zurechtkamen. Verbesserungen in der Geschosstechnik ermöglichten die zielballistischen Anforderungen des FBI auch mit kleineren Kalibern zu erreichen. Im Jahr 1997 wechselte man auf das Kaliber .40 S&W, bis 2016 entschieden wurde, zum Kaliber 9 mm Luger zurückzukehren.
Bei den dänischen Streitkräften wurde für Slædepatruljen Sirius am Hauptquartier in Daneborg im Nordosten Grönlands die Glock 20 eingeführt, um sich während Patrouillen gegen die dort vorkommenden Eisbären zu verteidigen.

## Waffen
Auch wenn das Kaliber 10 mm Auto als relativ wenig verbreitetes Kaliber gilt, so steigt doch die Anzahl der auf dem Markt verfügbaren Modelle. Neben Pistolen gibt es auch Revolver, die in diesem Kaliber ausgestattet sind.
Vereinzelt gibt es auch Maschinenpistolen und Pistolenkarabiner in diesem Kaliber (Heckler & Koch MP5/10, KRISS Vector, B&T APC10).
| Colt        | Dan Wesson      | Dornaus & Dixon | Glock                      | Grand Power   | Kimber       | Les Baer          | Nighthawk       | Rock Island Armory                                  | Ruger                              | SIG Sauer                              | Smith & Wesson                               | Springfield       | Tanfoglio                                                                      | Wilson Combat                                                             |
| ----------- | --------------- | --------------- | -------------------------- | ------------- | ------------ | ----------------- | --------------- | --------------------------------------------------- | ---------------------------------- | -------------------------------------- | -------------------------------------------- | ----------------- | ------------------------------------------------------------------------------ | ------------------------------------------------------------------------- |
| Delta Elite | diverse DW 1911 | Bren Ten        | Glock 20 Glock 29 Glock 40 | P40 (L) XP 40 | diverse 1911 | Premier II Hunter | Falcon Heinie L | Pro MatchUltra RockUltra TAC Ultra Pro Ultra FS1911 | SR1911 GP100 (R) Super Redhawk (R) | P220 1911 Tacops 1911 Emperor Scorpion | Model 610 (R) Model 1000 Serie M&P 10mm M2.0 | diverse 1911 XD-M | Combat/Compact Force Gold Custom/Match Limited Custom/Pro Match Stock I/II/III | CQB CQB-Tactical-LE Hunter Classic Classic-Supergrade Tactical-Supergrade |